# Напівземлянка

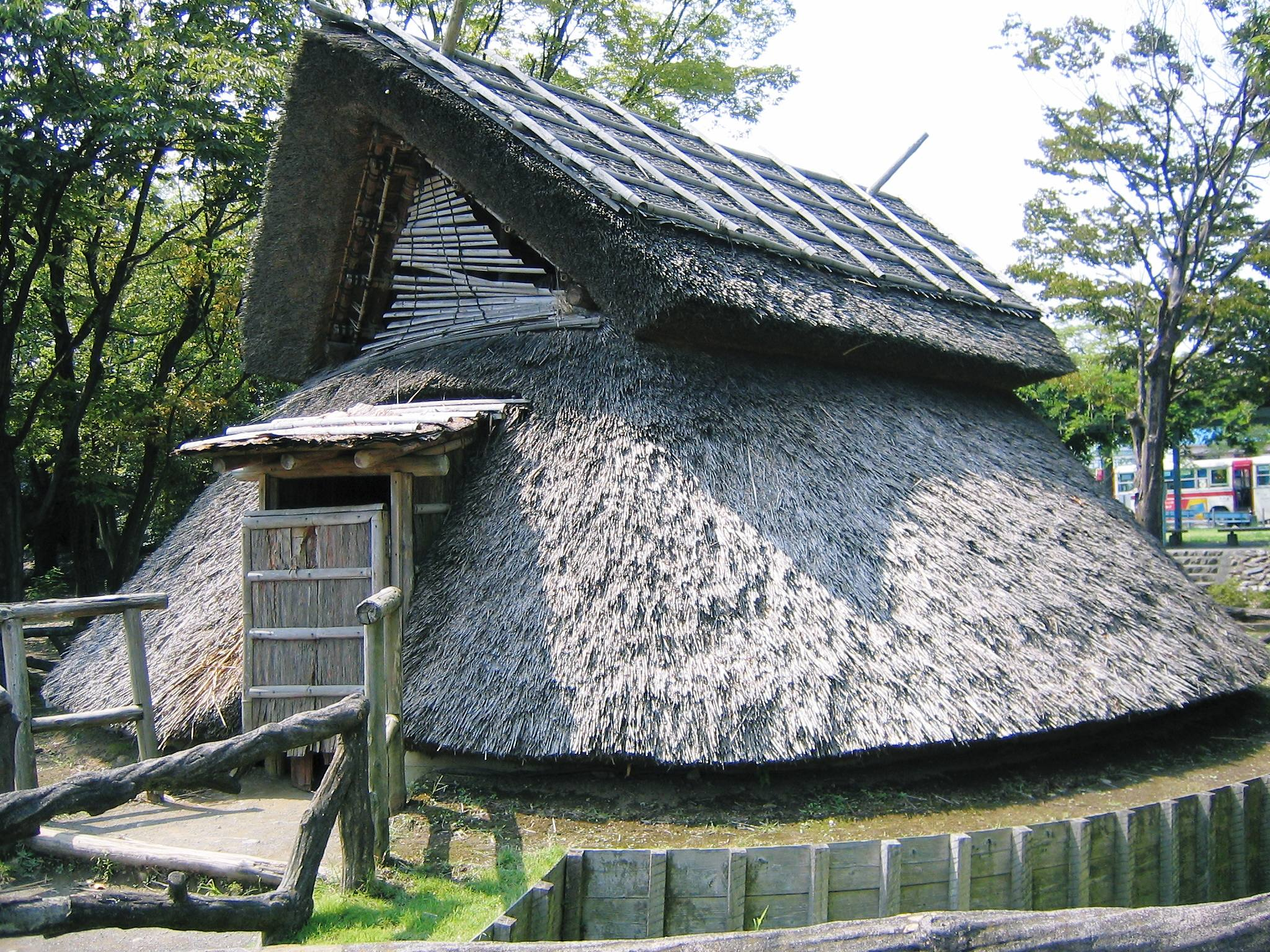
Реконструкція напівземлянки періоду Дзьомон (стоянка Торо, префектура Сідзуока, Японія).

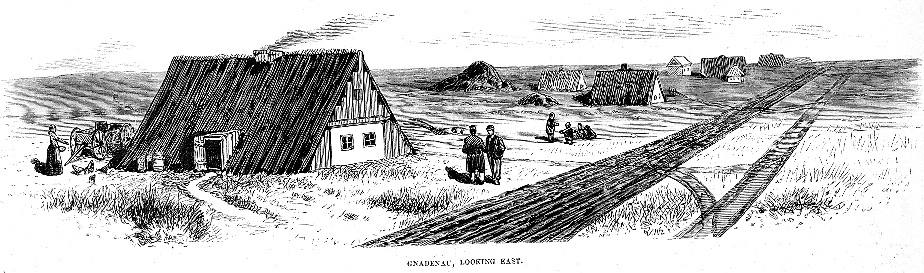
Напівземлянка менонітів в м. Ґнадену, Канзас, США 1875 р.

Напівземля́нка — будівля, нижня частина якої заглиблена в землю, а верхня міститься над землею. Верхня частина стін та дах спираються, як правило, на центральний стовп. У наукових працях, присвячених Трипільській культурі напівземлянками називають заглиблення, відносно великі за площею і незначної глибини, які могли бути заглибленими в землю з елементами наземних споруд.
На теренах України в епоху мезоліту з'явилися житлові й господарчі споруди — землянки та напівземлянки (поселення Ігрень VIII у Дніпропетровської області), що як типи споруд залишилися в ужитку до XX ст.

## Загальні відомості

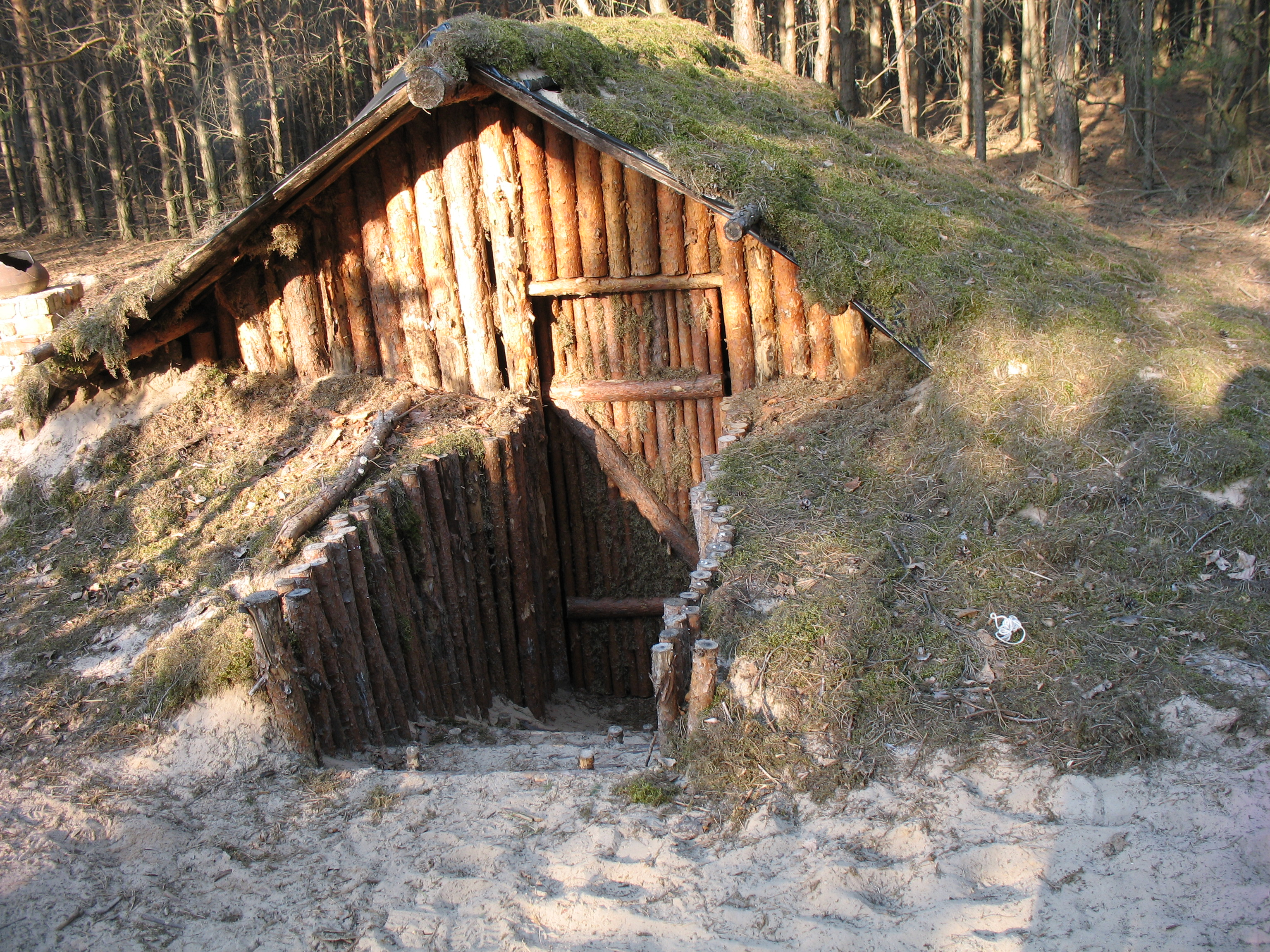
Приблизний вигляд житла давньослов'янських племен

У XXVII—XXI ст. до н. е. (Катакомбна культурно-історична спільність) існували деякі напівземлянки з кам'яною основою. У культурі Багатопружкової кераміки (XX—XVII ст. до н. е.) напівземлянки мали площу 12–45 м². Напівземлянки трапляються у Зимівниківської культурі в часи пізнього палеоліту (кінець IX—VII тис. до н. е.).
Києво-черкаська культура (неоліт) — в основному підпрямокутні наземні житла, рідше напівземлянки каркасної конструкції з жердин.
За часів енеоліту на території Румунії, Молдови і Правобережної України сформувалася трипільська культура з постійними родовими поселеннями значних розмірів. Їх формували напівземлянки, овальні й підпрямокутні у плані, а також наземні прямокутні у плані житлові будівлі каркасно-стовпової конструктивної системи під двосхилими дахами, нерідко — двоповерхові.
У поселеннях трипільської культури, житла забудовувалися переважно наземними глинобитими з дерев'яним каркасом будинками та заглибленими землянками чи напівземлянками. У XIII—XII ст. до н. е. (Мар'янівська культура) житла становили невеликі напівземлянки, але відомі й наземні конструкції. Напівземлянки підпрямокутної форми існували в часи Білогрудівської культури пізньої бронзової доби (XI—IX ст. до н. е.).
У добу енеоліту і бронзи (V—II тис. до н. е.), житла — землянки, напівземлянки, наземні одно- та двокамерні з каркасно-плотовими стінами.
Напівземлянки виявлені також у давньогрецькому місті Калос-Лімен, що входило до складу Херсонеської держави. Напівземлянки використовували там у 1-шій половині IV — середині II ст. до н. е. У часи Пеньківської культури (середина IV—VII ст.), напівземлянки — чотирикутні, площею близько 16 м² із вогнищем або кам'яною піччю.
Житла Зубрицької культури I-го — II-го ст. н. е., пам'ятки якої поширені на теренах Волині та у Верхньому Придністров'ї — напівземлянки або наземні споруди каркасно-стовпової чи каркасно-плетеної конструкцій. Напівземлянка з вогнищем була головним типом жител у часи Київської культури (II—III ст. до 2-ї половини V ст.). У VII—VIII ст. головним типом жител Волинцівської культури була квадратна (або прямокутна) напівземлянка каркасно-стовпової чи зрубної конструкції з піччю в одному з кутів.
Вивчення понад 400 пам'яток типу Луки-Райковецької (поселень, городищ, могильників, культових місць) на Канівщині, Волині, Буковинському Прикарпатті, а також на території Києва, на Південному Бузі, у верхів'ях Західного Бугу й Дністра, на Середньому Дністрі та на Закарпатті показало, що у VIII—IX ст., як і в VI—VII століттях найпоширенішим типом житла була прямокутна або квадратна напівземлянка площею 6,5—30 м², заглиблена в землю в середньому на 1 м, стовпової або рубленої конструкції.
Зсередини, а нерідко і ззовні стіни обмазували глиною. Двосхилий дерев'яний дах житла присипався зверху глиною (для утеплення). Підлога була земляна або глиняна. Печі в хатах будували з каменю або глини, як правило, навпроти входу в правому віддаленому кутку. Деякі житла обігрівалися відкритими вогнищами, влаштованими посеред хати або ближче до стіни. Господарські будівлі, що за розмірами подібні до житла, були наземні й заглиблені в землю. Це — комори іноді з викладеними глиною і обпаленими ямами для зерна, погреби, млини і різноманітні ремісничі майстерні.
Напівземлянки мали переважно одну і тільки в рідкосних випадках дві кімнати, до деяких напівземлянок примикали прямокутні або півкруглі стіни. У XII до XIII ст. у Галичині напівземлянки поступово змінюються наземними житлами, хоч на селищах в цей час тут ще продовжували будувати півземлянки. Найбільш поширеною в них була стовпова конструкція стін. Довжина стін напівземлянок, як правило, складала від 3 до 4 метрів. Глибина в основному не перевищувала 0,5-0,8 метра, іноді була всього 20-30 см. Дах давньоруських жител, очевидно, був двосхилим, накритий поверх дерев'яної конструкції землею.
Наприкінці XIX — у 1-й пол. XX ст. бідні люди чи заробітчани-переселенці плели із товстої вербової лози землянки, напівземлянки чи споруди наземного типу, стіни житла чи окремих його елементів. Нерідко відповідне житло було тимчасовим, і сім'я мешкала в ньому, поки не зведе дерев'яне. Застосовуючи техніку плетіння, із неокорованого верболозу робили також господарчі (нежилі) будівлі, які, на відміну від хат, могли й не обмазувати глиною зовні.
Іноді траплялися кузні-напівземлянки, хоча здебільшого були розповсюджені наземні кузні (кам'яні, цегляні, дерев'яні, глинобитні). Характерною особливістю лозоплетіння є те, що основний сировинний матеріал — верболіз, будучи порівняно легким у заготівлі й обробці, одночасно використовувався як для виготовлення невеликих господарсько-побутових речей, так і при будуванні окремих частин хат, хлівів, клунь, дровників.
Подібно, бордей — це помешкання молдовських і румунських селян XVII—XIX ст. у вигляді простої напівземлянки, що топилась по-чорному.

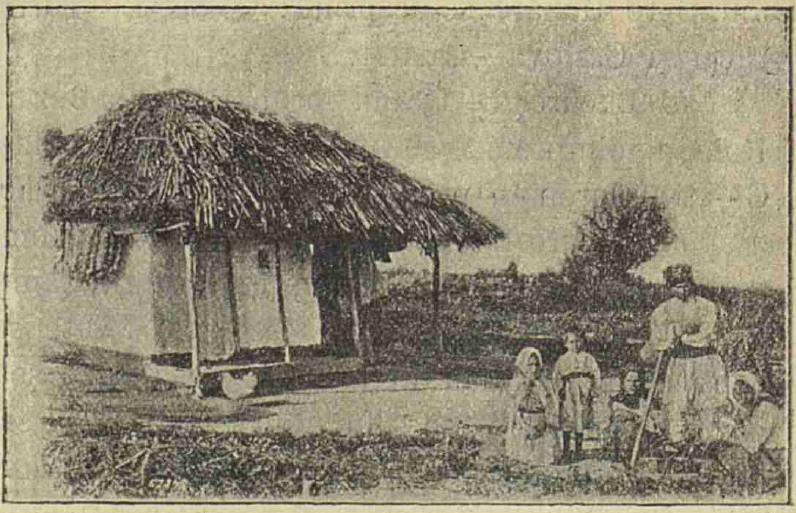
Румунський бордей, 1896 рік

До кінця XIX століття у приморських чукчів зберігалася напівземлянка, запозичена в ескімосів (валкаран — «будинок із щелеп кита») — на каркасі з китових кісток, вкритих дерниною і землею.
Поселенці з України і Росії будували тимчасові напівземлянки в Канаді і США.